# パウルス・モーゼス
パウルス・モーゼス（Paulus Moses、1978年6月4日 - ）は、ナミビアの男性プロボクサー。元WBA世界ライト級王者。現役時代はボクシングと並行して現職の警察官だった。

## 来歴
ナミビア国内のアマチュア王者となった実績を引き下げ2002年11月8日、24歳でプロデビューを果たし2回TKO勝ちで白星でデビューを飾った。
2005年8月5日、シンピウェ・ジョニとWBAパンアフリカンライト級王座決定戦を行い6回20秒TKO勝ちで王座獲得に成功した。
2006年3月20日、マシェク・コンドワニと対戦し12回判定勝ちで初防衛に成功した。
2006年6月10日、シヴィウェ・ントシンガワと対戦し7回2分36秒TKO勝ちで2度目の防衛に成功した。
2009年1月3日、パシフィコ横浜でWBA世界ライト級レギュラー王者小堀佑介の初防衛戦の相手として世界タイトル初挑戦。序盤はカウンターを合わせられ、途中で右拳を負傷するアクシデントもあったが、その後アウトボクシングでペースを掴み3-0の判定勝ちで王座獲得に成功。ナミビアの選手としてはハリー・サイモンに次ぐ史上2人目の世界王者となった。
2009年1月10日、正規王者のネート・キャンベルが王座を返上したため、モーゼスはレギュラー王者から正規王者に認定された。
2009年2月28日、ファン・マヌエル・マルケスがWBA世界ライト級スーパー王座決定戦で勝利してスーパー王座を獲得したため、モーゼスは正規王者からレギュラー王者に認定された。
2009年7月25日、ナミビアの首都ウイントフックのウィントフック・カントリー・クラブ・リゾートにて、13位の嶋田雄大を挑戦者に迎えて初防衛戦を行い、3-0の大差判定勝ちで王座防衛に成功した。試合後には、リングサイドで観戦したサム・ヌジョマ前大統領もリングに上がって祝福した。
2010年5月29日、ウイントフックのカラハリ・サンズ・ホテルにて、暫定王者のミゲル・アコスタを迎えて団体内王座統一戦を行った。試合は6回KOで敗れて2度目の防衛に失敗。初黒星を喫するとともに、王座から陥落した。
2012年3月10日、グラスゴーのブレアヘド・アリーナでWBO世界ライト級王者リッキー・バーンズと対戦し12回0-3(111-117、110-120、110-119)の判定負けで王座獲得に失敗した。
2012年7月28日、WBOインターナショナルライト級王座決定戦で元IBF世界スーパーフェザー級王者カシウス・バロイと対戦し10回2-1(96-94、94-96、97-93)の判定勝ちで王座獲得に成功した。
2013年3月2日、元IBF世界スーパーフェザー級王者ムゾンケ・ファナと対戦。タ4回TKO勝ちで初防衛に成功した。
2013年10月5日、レオナルド・エステバン・ゴンサレスと対戦し7回1分31秒TKO勝ちで2度目の防衛に成功した。
2014年3月1日、クリスチャン・ラファエル・コリアと対戦し12回3-0(120-108、119-108、117-110)の判定勝ちで3度目の防衛に成功した。しかし7月1日にインターナショナル王座の指名試合を行わず、モーゼスが所属するプロモーターのサンシャイン・ボクシングが猶予として2ヶ月延長したがWBOがインターナショナル王座を剥奪した。
2015年3月20日、WBOインターナショナルライト級王座決定戦で元IBF世界スーパーフェザー級王者マルコム・クラッセンと対戦。3回にダウンを奪ったが6回にダウンを奪われて逆転を許し、12回0-3(110-116、110-115、112-113)の判定負けで1年振りの王座返り咲きに失敗し、WBOの世界ランキングから陥落した。
2015年11月28日、IBOインターコンチネンタルライト級王座決定戦をマルコム・クラッセンと8ヶ月ぶりに再戦する予定だったが直前になって中止になった。
2016年8月6日、トンプソン・モクワナとWBOアフリカライト級王座決定戦を行い12回3-0(116-112、117-113、117-112)の判定勝ちを収め王座獲得に成功した。

## 戦績
- アマチュアボクシング：45戦45勝
- プロボクシング：41戦37勝（22KO）3敗1無効試合

| 戦           | 日付          | 勝敗 | 時間 | 内容    | 対戦相手         | 国籍                      | 備考                          |
| ------------ | ------------- | ---- | ---- | ------- | ---------------- | ------------------------- | ----------------------------- |
| 24           | 2009年1月3日  | 勝利 | 12R  | 判定3-0 | 小堀佑介         | 日本 （角海老宝石）       | WBA世界ライト級タイトルマッチ |
| 25           | 2009年7月25日 | 勝利 | 12R  | 判定3-0 | 嶋田雄大         | 日本 （ヨネクラ）         | WBA防衛1                      |
| 26           | 2010年5月29日 | 敗北 | 6R   | KO      | ミゲル・アコスタ | ベネズエラ （ベネズエラ） | WBA王座陥落                   |
| テンプレート |               |      |      |         |                  |                           |                               |

## 獲得タイトル
- WBAパンアフリカンライト級王座
- WBAインターコンチネンタルライト級王座
- WBA世界ライト級レギュラー王座（防衛0度=正規王座に認定）
- WBA世界ライト級王座（防衛0度=レギュラー王座に認定）
- WBA世界ライト級レギュラー王座（防衛1度）
- WBOインターナショナルライト級王座
- WBOアフリカライト級王座